# Međuopćinska nogometna liga Kutina – Ivanić-Grad – Novska 1982./83.
Međuopćinska nogometna liga Kutina – Ivanić-Grad – Novska za sezonu 1982./83. 
 Sudjelovalo je 13 klubova, a prvak je bio "Omladinac" iz Ludine. 

## Ljestvica
| mj. | klub                     | ut. | pob. | ner. | por. | gol+ | gol- | bod |
| --- | ------------------------ | --- | ---- | ---- | ---- | ---- | ---- | --- |
| 1.  | Omladinac Ludina         | 24  | 15   | 6    | 3    | 76   | 24   | 36  |
| 2.  | Jedinstvo Novska         | 24  | 14   | 4    | 6    | 82   | 32   | 32  |
| 3.  | Sloga Potok              | 24  | 13   | 2    | 9    | 60   | 48   | 28  |
| 4.  | Vatrogasac Husain        | 24  | 11   | 6    | 7    | 51   | 42   | 28  |
| 5.  | Dinamo Osekovo           | 24  | 11   | 5    | 8    | 46   | 42   | 27  |
| 6.  | Bratstvo Voloder         | 24  | 10   | 7    | 7    | 53   | 41   | 27  |
| 7.  | Lokomotiva Kutina        | 24  | 6    | 11   | 7    | 34   | 31   | 23  |
| 8.  | Mladost Repušnica        | 24  | 7    | 8    | 9    | 41   | 40   | 22  |
| 9.  | Mladost Gornja Gračenica | 24  | 8    | 3    | 13   | 47   | 40   | 19  |
| 10. | Moslavac Popovača        | 24  | 8    | 3    | 13   | 43   | 65   | 19  |
| 11. | Metalac Međurić          | 24  | 5    | 8    | 11   | 45   | 60   | 18  |
| 12. | Mladost Obedišće         | 24  | 5    | 7    | 12   | 29   | 70   | 17  |
| 13. | Dinamo Kutina            | 24  | 7    | 2    | 15   | 36   | 67   | 16  |

- Ludina – danas Velika Ludina

## Rezultatska križaljka
| kratica | klub                     | BRA | DINK | DINO | JED | LOK | MET | MLAGG | MLAO | MLAR | MOS | OML | SLO | VAT |
| --- | ------------------------ | --- | ---- | ---- | --- | --- | --- | ----- | ---- | ---- | --- | --- | --- | --- |
| BRA | Bratstvo Voloder         |     |      |      | 1:4 |     |     | 3:2   |      |      |     |     |     |     |
| DINK | Dinamo Kutina            |     |      |      |     |     |     | 3:0   |      |      |     |     |     |     |
| DINO | Dinamo Osekovo           |     |      |      |     |     |     | 2:3   |      |      |     |     |     |     |
| JED | Jedinstvo Novska         |     | 5:0  |      |     |     |     | 9:1   |      | 2:2  | 9:0 |     |     |     |
| LOK | Lokomotiva Kutina        |     |      |      |     |     |     | 1:2   |      |      |     |     |     |     |
| MET | Metalac Međurić          |     |      |      | 1:5 |     |     | 4:7   |      |      |     |     |     |     |
| MLAGG | Mladost Gornja Gračenica | 3:3 | 4:0  | 1:4  | 0:3 | 1:1 | 2:4 |       | 3:1  | 0:1  | 1:2 | 4:3 | 2:3 | 2:2 |
| MLAO | Mladost Obedišće         |     |      |      | 3:2 |     |     | 4:5   |      |      |     |     |     |     |
| MLAR | Mladost Repušnica        |     |      |      |     |     |     | 1:2   |      |      |     |     |     |     |
| MOS | Moslavac Popovača        |     |      |      |     |     |     | 4:1   |      |      |     |     |     |     |
| OML | Omladinac Ludina         |     |      |      | 1:1 |     |     | 3:0   |      |      |     |     |     |     |
| SLO | Sloga Potok              |     |      |      | 1:0 |     |     | 4:2   |      |      |     |     |     |     |
| VAT | Vatrogasac Husain        |     |      |      |     |     |     | 6:0   |      |      |     |     |     |     |
| |                          |     |      |      |     |     |     |       |      |      |     |     |     |     |
| podebljan rezultat - utakmice od 1. do 13. kola (1. utakmica između klubova) rezultat normalne debljine - utakmice od 14. do 26. kola (2. utakmica između klubova) rezultat nakošen - nije vidljiv redoslijed odigravanja međusobnih utakmica iz dostupnih izvora rezultat smanjen * - iz dostupnih izvora nije uočljiv domaćin susreta prekrižen rezultat - poništena ili brisana utakmica p - utakmica prekinuta 3:0 p.f. / 0:3 p.f. - rezultat 3:0 bez borbe |                          |     |      |      |     |     |     |       |      |      |     |     |     |     |

 Izvori: